# Nick Herbert
Nick Herbert (* 7. září, 1936) je americký fyzik, který se proslavil především svou knihou Quantum Reality.
Po obdržení titulu Ph.D. v oboru fyzika na Stanfordově univerzitě působil v řadě akademických, vědeckých i průmyslových institucí, mimo jiné jako docent fyziky na Monmouth College.

## Knihy (výběr)
- Quantum Reality: Beyond the New Physics Doubleday, New York (1985)
- Faster Than Light: Superluminal Loopholes in Physics Dutton, New York (1988)
- Elemental Mind: Human Consciousness & the New Physics Dutton, New York (1995)
- Quantum Tantra: Quantum Physics as Deep Union with Nature (seeking publisher)
- Alice Zwischen Den Welten (spoluautor Bill Shanley)/ DVA 1999